# Algenstedt
Algenstedt ist ein Ortsteil der gleichnamigen Ortschaft der Hansestadt Gardelegen im Altmarkkreis Salzwedel in Sachsen-Anhalt, Deutschland.

## Geografie
Algenstedt, ein Dorf mit Kirche, liegt etwa neun Kilometer nordöstlich der Gardelegener Altstadt an der Landesstraße 27. Der Secantsgraben tangiert die Gemarkung nördlich und bildet gleichzeitig die Landkreisgrenze zwischen dem Landkreis Stendal und dem Altmarkkreis Salzwedel.

## Geschichte

### Mittelalter bis Neuzeit
Die erste urkundliche Erwähnung von Algenstedt stammt aus dem Jahr 1303 als in uilla Alincstede apud Gardeleghe, als die Markgrafen Otto und Konrad dem Kloster Neuendorf Hebungen vereignen.
Weitere Nennungen sind 1412 in dem dorpe to alingstede und 1687 Algenstedt.
Bei der Bodenreform im Jahre 1945 wurden 63 Besitzungen unter 100 Hektar erfasst, die zusammen 855 Hektar umfassten. Enteignet wurden 149 Hektar, davon wurden 54,2 Hektar aufgeteilt an vier landarme Bauern mit Besitz unter 5 Hektar, 7,5 Hektar erhielt ein Landarbeiter und 32,5 Hektar gingen an vier Umsiedler.

### Eingemeindungen
Am 1. Juli 1994 wurde die Gemeinde aus dem Landkreis Gardelegen in den neu errichteten Altmarkkreises Salzwedel umgegliedert.
Die Gemeinde Algenstedt gehörte ab 1. Januar 2005 zur Verwaltungsgemeinschaft Südliche Altmark.
Durch einen Gebietsänderungsvertrag beschloss der Gemeinderat der Gemeinde Algenstedt am 11. Dezember 2008, dass die Gemeinde Algenstedt in die Hansestadt Gardelegen eingemeindet wird. Dieser Vertrag wurde vom Landkreis als unterer Kommunalaufsichtsbehörde genehmigt und trat am 1. Juli 2009 in Kraft.
Nach Eingemeindung der bisher selbstständigen Gemeinde Algenstedt wurde Algenstedt Ortsteil der Hansestadt Gardelegen. Für die eingemeindete Gemeinde wurde die Ortschaftsverfassung nach den §§ 86 ff. Gemeindeordnung Sachsen-Anhalt eingeführt. Die eingemeindete Gemeinde Algenstedt und künftige Ortsteil Algenstedt wurde zur Ortschaft der aufnehmenden Hansestadt Gardelegen. In der eingemeindeten Gemeinde und nunmehrigen Ortschaft Algenstedt wurde ein Ortschaftsrat mit sechs Mitgliedern einschließlich Ortsbürgermeister gebildet.

### Einwohnerentwicklung
| Jahr | Einwohner |
| ---- | --------- |
| 1734 | 169       |
| 1772 | 189       |
| 1790 | 206       |
| 1798 | 215       |
| 1801 | 206       |
| 1818 | 171       |

| Jahr | Einwohner |
| ---- | --------- |
| 1840 | 1284      |
| 1864 | 0324      |
| 1871 | 0312      |
| 1885 | 0338      |
| 1895 | 0317      |
| 1905 | 0293      |

| Jahr | Einwohner |
| ---- | --------- |
| 1925 | 298       |
| 1939 | 259       |
| 1946 | 496       |
| 1964 | 334       |
| 1971 | 303       |
| 1981 | 254       |

| Jahr | Einwohner |
| ---- | --------- |
| 1993 | 223       |
| 2006 | 216       |
| 2012 | [0]172    |
| 2021 | [0]181    |
| 2022 | [0]177    |

Quelle, wenn nicht angegeben, bis 2006:

## Religion
Die evangelischen Christen aus Algenstedt gehören zur evangelischen Kirchengemeinde Kassiek, die früher zur Pfarrei Kassiek gehörte. Seit 2007 gehört die Kirchengemeinde zum Kirchspiel Lindstedt im Pfarrbereich Lindstedt des Kirchenkreises Salzwedel im Propstsprengel Stendal-Magdeburg der Evangelischen Kirche in Mitteldeutschland.

## Kultur und Sehenswürdigkeiten

### Kirche
Die evangelische Dorfkirche in Algenstedt ist ein flach gedeckter rechteckiger Feldsteinbau. Sie besaß ursprünglich einen zweiteiligen Grundriss, bestehend an rechteckigem Langhaus und eingezogenem rechteckigem Chor. Die Untersuchungen eines Türsturzes des romanischen Kernbaus weisen auf einen Entstehungszeitraum zwischen 1194 und 1215 hin. Die dendrochronologische Untersuchung des an der Südseite des Turmes eingemauerten Deckenbalkens aus Eichenholz datiert die nachträgliche Errichtung des Turmes auf 1349.
Das Turminnere ist tonnengewölbt, den Schiff innen flachgedeckt und mit Hufeisenempore versehen. Zur Ausstattung gehören ein  schlichter hölzerner Kanzelaltar aus dem Jahr 1769 und eine achteckige, frühgotische Sandsteintaufe. Die Orgel zeigt einen neuromanischen Orgelprospekt. Von den drei Bronzeglocken stammt eine Aus der Zeit um 1500 von Arnd Blome.
Die Kirche ist eine Filiale der Kirche in Kassieck.

### Umgebung
- Der Ortsfriedhof ist auf dem Kirchhof.
- In Algenstedt steht ein Denkmal für die Gefallenen des Ersten Weltkrieges, ein abgestufter Sockel mit tempelartigem Aufsatz und krönendem Adler.[16]